# کوانزا هال
کوانزا هال (زاده ۱ مه ۱۹۷۱) یک سیاستمدار و تاجر آمریکایی است که برای مدت کوتاهی به عنوان عضو مجلس نمایندگان ایالات متحده برای منطقه پنجم کنگره جورجیا خدمت کرد. او قبلاً به عنوان عضو شورای شهر آتلانتا برای ناحیه ۲ خدمت می‌کرد.
هال در آتلانتا به دنیا آمد و بزرگ شد و از دبیرستان بنجامین ای میز فارغ‌التحصیل شد. او در مؤسسه فناوری ماساچوست علوم سیاسی خواند، اما در سال آخر تحصیلات را رها کرد.